# Championnats d'Europe de taekwondo 2006
Navigation
Édition précédente Édition suivante
Les championnats d'Europe de taekwondo 2006 ont été organisés du 26 au 28 mai 2006 à Bonn, en Allemagne. Il s'agissait de la dix-septième édition des championnats d'Europe de taekwondo.

## Podiums

### Hommes
| Catégorie             | Or                    | Argent          | Bronze             |
| --------------------- | --------------------- | --------------- | ------------------ |
| Poids Fin (–54 kg)    | Seïfoulla Magomedov   | Zahid Mammadov  | Michailid Ilias    |
| Poids Fin (–54 kg)    | Seïfoulla Magomedov   | Zahid Mammadov  | Nita Marius-Vasile |
| Poids mouche (–58 kg) | Tuncat Levent         | Nogaev Alan     | Malik Mokdad       |
| Poids mouche (–58 kg) | Tuncat Levent         | Nogaev Alan     | Redina Diego       |
| Poids coq (–62 kg)    | Shahbazov Ilkin       | Hamid Cuneyt    | DÝNÇSALMAN Kivanç  |
| Poids coq (–62 kg)    | Shahbazov Ilkin       | Hamid Cuneyt    | Pattichis Rikkos   |
| Poids plume (–67 kg)  | Bekkers Dennis        | Hovav Tom       | Badia Omar         |
| Poids plume (–67 kg)  | Bekkers Dennis        | Hovav Tom       | Dzitiev Aslanbek   |
| Poids léger (–72 kg)  | Nolano Claudio        | Akin Serdar     | Etmanani Davoud    |
| Poids léger (–72 kg)  | Nolano Claudio        | Akin Serdar     | Tommy Mollet       |
| Poids Welter (–78 kg) | Oude Luttikhuis Thijs | Ahmadov Rashad  | Bashir Adam        |
| Poids Welter (–78 kg) | Oude Luttikhuis Thijs | Ahmadov Rashad  | Brown Craig        |
| Poids moyens (–84 kg) | Garcia Jon            | Bahri Tanrıkulu | Bayramov Tavakgul  |
| Poids moyens (–84 kg) | Garcia Jon            | Bahri Tanrıkulu | Zakrajsek Tomaz    |
| Poids lourds (+84 kg) | Mickaël Borot         | Greevink Ferry  | Leonardo Basile    |
| Poids lourds (+84 kg) | Mickaël Borot         | Greevink Ferry  | Franz Karol        |

### Femmes
| Catégorie             | Or                   | Argent              | Bronze              |
| --------------------- | -------------------- | ------------------- | ------------------- |
| Poids Fin (–47 kg)    | Asensio Belen        | Yusifova Shahrun    | Fomenko Viktoria    |
| Poids Fin (–47 kg)    | Asensio Belen        | Yusifova Shahrun    | Koustou Ioanna      |
| Poids mouche (–51 kg) | Soroka Ganna         | Zajc Hanna          | Birba Fotini        |
| Poids mouche (–51 kg) | Soroka Ganna         | Zajc Hanna          | Shakaryan, Nelli    |
| Poids coq (–55 kg)    | Mastrantoni Federica | Mkrtchyan Margarita | Ambrus Nives        |
| Poids coq (–55 kg)    | Mastrantoni Federica | Mkrtchyan Margarita | Rica Andrea         |
| Poids plume (–59 kg)  | Budak Pinar          | Kläy Nina           | Calabrese Veronica  |
| Poids plume (–59 kg)  | Budak Pinar          | Kläy Nina           | Zubcic Martina      |
| Poids léger (–63 kg)  | Bujalance Muriel     | Fromm Helena        | Cherkun Ol'ga       |
| Poids léger (–63 kg)  | Bujalance Muriel     | Fromm Helena        | Kylborn Lie         |
| Poids Welter (–67 kg) | Sibel Güler          | Gwladys Epangue     | Persson Carolin     |
| Poids Welter (–67 kg) | Sibel Güler          | Gwladys Epangue     | Solheim Nina        |
| Poids moyens (–72 kg) | Stevenson Sarah      | Abu Tuba            | Los Arcos, Aitziber |
| Poids moyens (–72 kg) | Stevenson Sarah      | Abu Tuba            | Van Deursen Annette |
| Poids lourds (+72 kg) | Rase Laurence        | Karolina Kedzierska | Konyakhina Maria    |
| Poids lourds (+72 kg) | Rase Laurence        | Karolina Kedzierska | Simon Rosana        |

## Tableau des médailles
| Rang  | Nation      | Or | Argent | Bronze | Total |
| ----- | ----------- | -- | ------ | ------ | ----- |
| 1     | Espagne     | 3  | 0      | 4      | 7     |
| 2     | Pays-Bas    | 2  | 1      | 2      | 5     |
| 3     | Allemagne   | 2  | 1      | 1      | 4     |
| 4     | Italie      | 2  | 0      | 3      | 5     |
| 5     | Azerbaïdjan | 1  | 3      | 1      | 5     |
| 5     | Turquie     | 1  | 3      | 1      | 5     |
| 7     | Russie      | 1  | 2      | 4      | 7     |
| 8     | France      | 1  | 1      | 1      | 3     |
| 9     | Royaume-Uni | 1  | 0      | 2      | 3     |
| 10    | Ukraine     | 1  | 0      | 1      | 1     |
| 11    | Belgique    | 1  | 0      | 0      | 1     |
| 12    | Suède       | 0  | 2      | 2      | 4     |
| 13    | Suisse      | 0  | 1      | 0      | 1     |
| 13    | Israël      | 0  | 1      | 0      | 1     |
| 13    | Danemark    | 0  | 1      | 0      | 1     |
| 16    | Grèce       | 0  | 0      | 3      | 3     |
| 17    | Croatie     | 0  | 0      | 2      | 2     |
| 18    | Pologne     | 0  | 0      | 1      | 1     |
| 18    | Slovénie    | 0  | 0      | 1      | 1     |
| 18    | Roumanie    | 0  | 0      | 1      | 1     |
| 18    | Chypre      | 0  | 0      | 1      | 1     |
| 18    | Norvège     | 0  | 0      | 1      | 1     |
| Total | Total       | 16 | 16     | 32     | 64    |